# Groupe de Compostelle
Le Groupe de Compostelle est un réseau inter-universitaire établi en 1993 dans l'objectif initial de préserver le patrimoine historique et culturel associé au pèlerinage de Saint-Jacques-de-Compostelle.
Actuellement, cette organisation réunit plus de 70 institutions originaires de 23 pays différents.

## Organisation
Il a son siège à l'université de Saint-Jacques-de-Compostelle. Le président actuel est Marek Kręglewski.

## Membres universitaires[2]
- Allemagne
  - Université de Marbourg
  - Université de Ratisbonne
- Biélorussie
  - Université d'État Yanka Kupala de Grodno
- Brésil
  - Universidade Estadual Paulista Júlio de Mesquita Filho
- Chine
  - Université Wanli du Zhejiang
- Espagne
  - Université Alfonso X El Sabio
  - Université de La Corogne
  - Université d'Almería
  - Université du Pays Basque
  - Université de Burgos
  - Université de Cadix
  - Université polytechnique de Carthagène
  - Université d'Estrémadure
  - Université Jacques-Ier
  - Université de La Laguna
  - Université de León
  - Université de Lérida
  - Université de Las Palmas de Gran Canaria
  - Université de Malaga
  - Université d'Oviedo
  - Université de Saint-Jacques-de-Compostelle
  - Université polytechnique de Madrid
  - Université Roi Juan Carlos
  - Université de Saragosse
  - Université de Séville
  - Université de Valence
  - Université de Vigo
- France
  - Université de Nantes
- Géorgie
  - Université Grigol Robakidze
  - Université Elias Stati
- Hongrie
  - Université de Pecs
- Indonésie
  - Université de Surabaya
- Italie
  - Université Kore d'Enna
  - Université Internationale Télématique UNINETTUNO
- Lituanie
  - École Internationale de la Loi et du Commerce
- Malte
  - Université de Malte
- Mexique
  - Institut de technologie et d'études supérieures de Monterrey
  - Université de Monterrey
  - Université de Guadalajara
  - Université La Salle
  - Université Anáhuac Xalapa
  - Université CETYS
- Pérou
  - Université de Lima
  - Université de Piura
  - Université pontificale catholique du Pérou
  - Université nationale principale de San Marcos
  - Université ESAN
  - Université péruvienne des sciences appliquées
- Pologne
  - Université Adam Mickiewicz
  - Université de Łódź
- Portugal
  - Université du Minho
  - Université de Trás-os-Montes et Alto Douro
- République dominicaine
  - Institut technologique de Saint-Domingue
- Royaume-Uni
  - Université de Worcester
- Serbie
  - Université de Novi Sad
- Slovaquie
  - École supérieure paneuropéenne
- Suède
  - Université de Karlstad
- Suisse
  - Université de Fribourg
- République tchèque
  - Université Masaryk